# Oare (Somerset)
Pour les articles homonymes, voir Oare.
Oare est une paroisse civile et un village du Somerset, en Angleterre.